# Galapagoseilanden

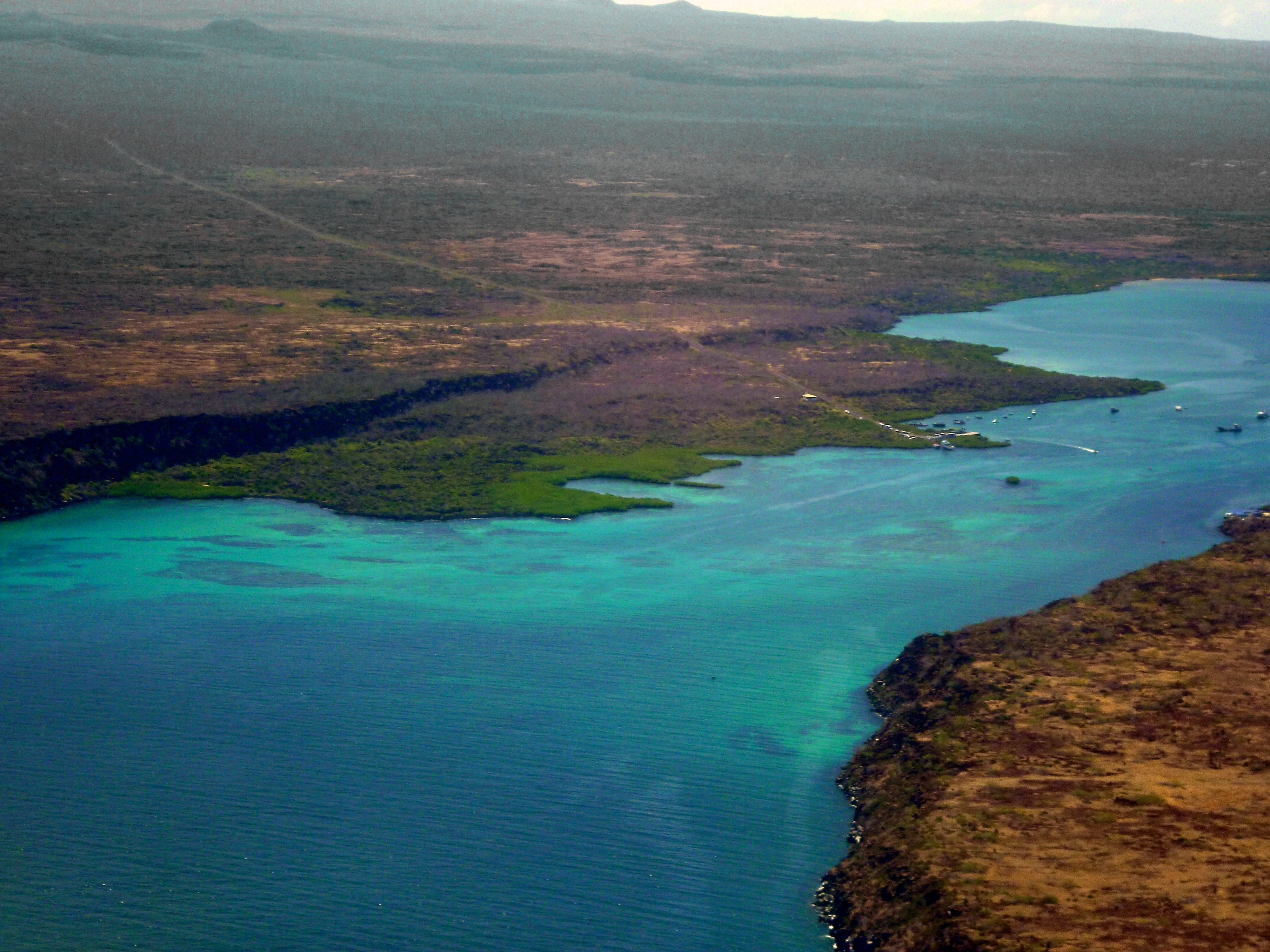
De eilanden Santa Cruz (linksboven) en Baltra vanuit een vliegtuig

De Galapagoseilanden (kortweg Galapagos, Spaans: Islas Galápagos, officieel Archipiélago de Colón) zijn een eilandengroep in de Stille Oceaan, ter hoogte van de evenaar op ongeveer 1000 km van de westkust van Zuid-Amerika. Ze behoren staatkundig als de provincie Galápagos tot Ecuador. Meer dan de helft van de oppervlakte wordt ingenomen door het grootste eiland Isabela, waar echter minder dan 10% van de bevolking woont.
De eilanden zijn geologisch gezien erg jong: enkele miljoenen jaren. Ze zijn van vulkanische oorsprong en liggen op de Galapagosrug tussen de Nazcaplaat en de Cocosplaat. Er komen veel unieke dieren en planten voor, die per eiland vaak enigszins verschillende soorten hebben gevormd. De eilanden komen voor het eerst voor op de kaart van Mercator uit 1570 als "Insulae de los Galopegos" (="eilanden van de schildpadden").

## Statistische data
- Inwoners: 28.583 inwoners (2022)[1]
- Oppervlakte: totale landoppervlakte ca 7880 km² (13 eilanden van meer dan 10 km² en 115 kleinere eilanden)
- Hoogste punt: 1707 m (Volcán Wolf op Isabela)

## Grootste eilanden
De 13 grootste Galapagoseilanden op volgorde van oppervlakte:
- Isabela 4588 km²
- Santa Cruz 986 km²
- Fernandina 642 km²
- San Salvador / Santiago 585 km²
- San Cristóbal 558 km²
- Floreana / Santa María 173 km²
- Marchena 130 km²
- Española 60 km²
- Pinta 59 km²
- Baltra 26 km²
- Santa Fe 24 km²
- Pinzón 18 km²
- Genovesa 14 km²

Kleine eilandjes zijn onder andere Rabida, Seymour Norte, Isla Wolf, Bartolomé, Darwin, Daphne, Plazas en Isla Mosquera.

## Ontwikkeling van het dierenleven
De afgelegen ligging van de eilanden maakt dat ze na hun ontstaan maar zeer spaarzaam door dieren vanaf het vasteland zijn gekoloniseerd, waarbij de dieren die in de loop der tijd arriveerden verder onafhankelijk van hun soortgenoten op het vasteland zijn gaan evolueren. Zo ontstonden veel endemische soorten. De specifieke woonomgeving en het grotendeels ontbreken van roofdieren leverden hun eigen bijdrage aan de aard van de selectiedruk: een aantal vogels verloor het vermogen tot vliegen, zeeleguanen ontwikkelden aanpassingen om onder water te kunnen grazen op bedden zeewier, de landschildpadden groeiden tot enorme omvang uit, en de darwinvinken gingen een groot aantal verschillende ecologische niches bezetten, met vooral aanpassingen in de grootte en vorm van hun snavels. Er komt ook een pinguïnsoort voor, de galapagospinguïn. De enige roofvogel is de galapagosbuizerd. Verder leeft er een kleine populatie van (gewone) flamingo's (Phoenicopterus roseus). Ook is er een grote diversiteit aan zeevogels, waaronder blauwvoet- en roodpootgenten, fregatvogels, galápagosalbatrossen, zwaluwstaartmeeuwen, stormvogels en pelikanen. Rijstratten zijn de enige inheemse knaagdieren. Deze behoren tot de geslachten Aegialomys, Nesoryzomys en Megaoryzomys, die samen ongeveer vijf soorten in de archipel hebben.

## Ontwikkeling van het plantenleven
De eilanden kennen ook diverse endemische plantensoorten, zoals Scalesia, een geslacht bomen en struiken uit de Composietenfamilie.

## Geschiedenis
De Galapagoseilanden werden in 1535 ontdekt door de Dominicaanse bisschop Tomás de Berlanga uit Panama nadat zijn schip in een luwte was gekomen en afdreef. Ze waren volgens zijn aantekeningen onbewoond, hoewel Thor Heyerdahl in de jaren 50 aardewerkvondsten rapporteerde die van Zuid-Amerikaanse origine zouden zijn, waarover nog controverse bestaat. Ecuador annexeerde de Galapagoseilanden op 12 februari 1832.
Charles Darwin bezocht Galapagos met het onderzoeksschip Beagle in september 1835. Hij bracht ongeveer vijf weken door met het bestuderen van de geologie en biologie van vier van de eilanden. Mede door zijn bevindingen tijdens dit bezoek aan de eilandengroep ontwikkelde Darwin zijn ideeën over evolutie van soorten: de evolutietheorie. De naar hem genoemde darwinvinken zijn een bekend voorbeeld van het ontstaan van variaties in soorten door erfelijke aanpassingen. In verband daarmee zijn soorten op geïsoleerde eilanden en eilandengroepen voor biologen een specifiek aandachtsgebied geworden.
In 1859 verscheen Darwins boek On the Origin of Species. In 1959, honderd jaar na het verschijnen van dat boek, werden de eilanden tot nationaal park verklaard en tevens werd de Charles Darwin Foundation opgericht, die zich bezighoudt met de instandhouding van de natuurlijke toestand van Galapagos. Sinds 1978 staan de eilanden op de werelderfgoedlijst van de UNESCO, en in 1981 is de oceaan eromheen uitgeroepen tot zeereservaat. In 2022 werd dat gebied uitgebreid met 60.000 vierkante kilometer en zo verbonden met de eveneens beschermde zee rond het Cocos-eiland (Costa Rica). Er is zo een veilige migratieroute van 1000 kilometer ontstaan voor walvissen, haaien en zeeschildpadden.

## Klimaat
Het klimaat wordt vooral bepaald door de van Antarctica afkomstige koude Humboldtstroom in de oceaan. Om de drie tot zeven jaar veranderen de zeestromingen in de Grote Oceaan zich rond december echter tijdelijk. Dit verschijnsel wordt El Niño genoemd. In die perioden wordt warmer water uit het gebied ten oosten van Indonesië aangevoerd. Dit warmere water is veel minder rijk aan voedingsstoffen en de tijdelijke wijziging van de zeestromen zorgt voor massale vissterfte. Dan is er rond de eilanden te weinig te eten voor de zeevogels en zeezoogdieren. De zeevogels verlaten de broedkolonies en er vindt sterfte plaats onder de jonge zeeleeuwen.

## Door de mens veroorzaakte problemen
In 2001 bedreigde lekkende olie van een gestrande tanker het ecosysteem van de Galapagoseilanden.
Steeds meer immigranten van het vasteland komen voor werk naar de eilanden. Tussen 1990 en 2014 steeg het aantal inwoners van 9735 naar 40.000. Door de komst van de mens, en de al dan niet opzettelijk door de mens meegebrachte dieren, is het zeer kwetsbare ecosysteem ernstig bedreigd. Geiten, honden, katten en zwarte ratten richtten grote schade aan. Een aantal van de unieke soorten is al verdwenen. Een verwilderde geitenpopulatie heeft grote schade toegebracht aan de inheemse flora en fauna van de eilanden San Salvador en Isabela. Tussen 1997 en 2006 werden er in totaal ruim 150.000 geiten geruimd, zodat er geen geiten meer voorkomen en de natuur zich redelijk goed hersteld heeft. De rest van de unieke eilandsoorten is bedreigd en wordt nu wel zorgvuldig beheerd.

### Visserij
Immigranten die geen werk vinden in het toerisme, vinden vaak een bestaan in de visserij. Het Charles Darwin Research Station heeft de overheid geadviseerd om overbevissing te voorkomen en beperkingen te stellen aan de visserij-inspanning. In 2004 leidde dit tot grote spanningen tussen vissers en medewerkers van het onderzoekstation.

### Toerisme
Het toerisme genereert aanzienlijke inkomsten, die gedeeltelijk voor ecologisch herstel worden aangewend. Echter, deze toevloed van mensen vormt op zichzelf ook een bedreiging voor het ecosysteem. In de jaren 1960 kwamen er ongeveer 1000 bezoekers, in 2001 was het aantal bezoekende toeristen gestegen tot 80.000. In 2014 bezochten 215.691 toeristen het Nationale Park. Dit getal is 6% hoger dan het aantal in 2013. De grootste groep bezoekers (30%) was afkomstig uit Ecuador. Daarna volgden Amerikanen (26%), Britten (6%) en Duitsers (4%).

### Schadelijke exoten
Door de enorme toestroom van mensen komen steeds nieuwe ongewenste plant- en diersoorten en ziektekiemen op de eilanden, die een bedreiging zijn voor de inheemse flora en fauna. Sinds de jaren 1990 komt er bijvoorbeeld een parasitaire vlieg (Philornis downsi) voor, die eitjes legt in vogelnesten en waarvan de larven als dodelijke parasiet optreden in de jonge vogels. Verschillende vogelsoorten, waaronder de floreanaspotlijster, Charles' boomvink en de mangrovevink, zijn daarvan het slachtoffer. Vanuit het Charles Darwin Research Station wordt onderzoek gedaan naar biologische bestrijding van deze vlieg door parasitaire wespen van elders die deze vlieg in toom kunnen houden. Daarbij bestaat weer het gevaar dat er wespen worden geïntroduceerd die ook op grote schaal rupsen, die juist als voedsel voor de vogelsoorten dienen, eten.

## Vliegveld
In 2012 is het energieneutrale vliegveld Aeropuerto Seymour op het eiland Baltra geopend. Het vliegveld draait volledig op zonne- en windenergie. Bovendien is het gebouw voor 80% opgebouwd uit materiaal van het oude vliegveld.
- Biblioteca Nacional de España: XX450846
- Gemeinsame Normdatei: 4071538-3
- Library of Congress Control Number: n82058890
- National Archives and Records Administration: 10036997
- Nationale Bibliotheek van Tsjechië: ge134179
- Nationale Bibliotheek van Israël: 987007566814705171
- Nationale en Universitaire bibliotheek Zagreb: 000557440
- Virtual International Authority File: 144179675
- WorldCat: E39PBJvxwYHVqKymvHjq6gptrq